# Pianoбой

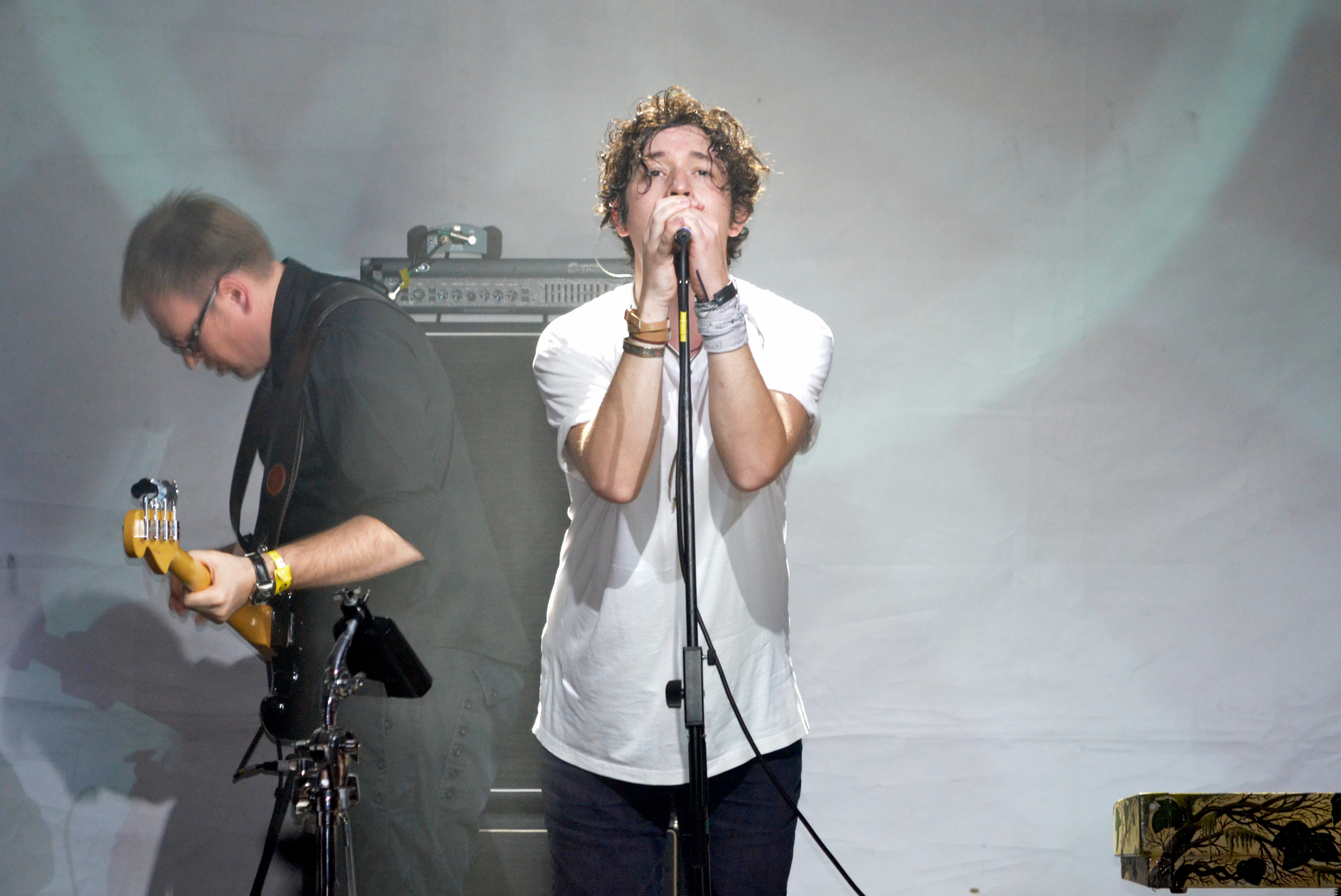
Pianoбой в Зелёном театре (2014)

Pianoбой — сольный проект украинского музыканта Дмитрия Шурова, бывшего клавишника «Океана Эльзы», «Esthetic Education», Земфиры. Создан в 2009 году. Исполняет песни на украинском, русском и английском языках. В проекте также принимает участие сестра Дмитрия - Ольга Шурова, выпускница Киевского национального лингвистического университета.

## История проекта

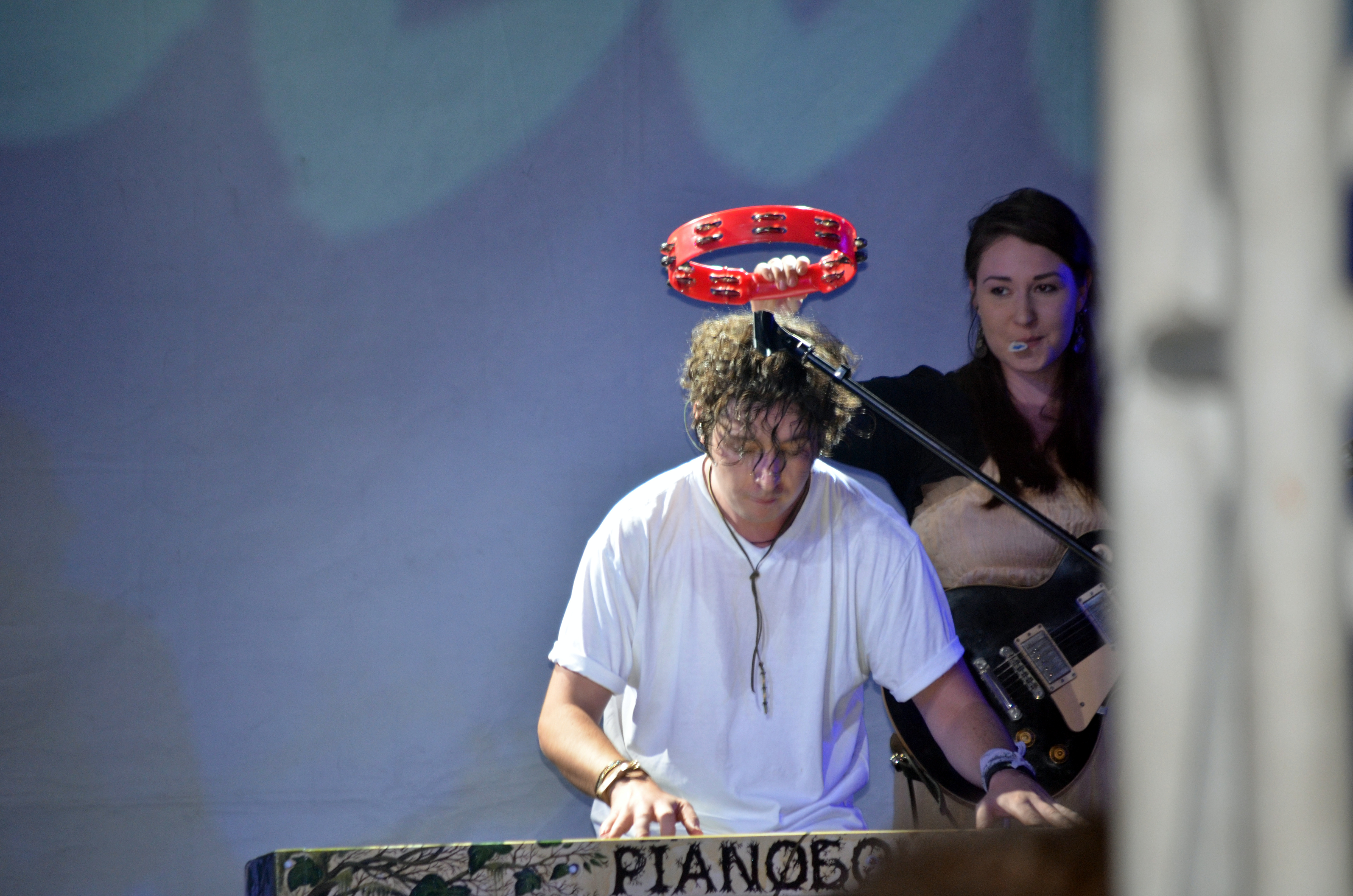
Дмитрий и Ольга Шуровы

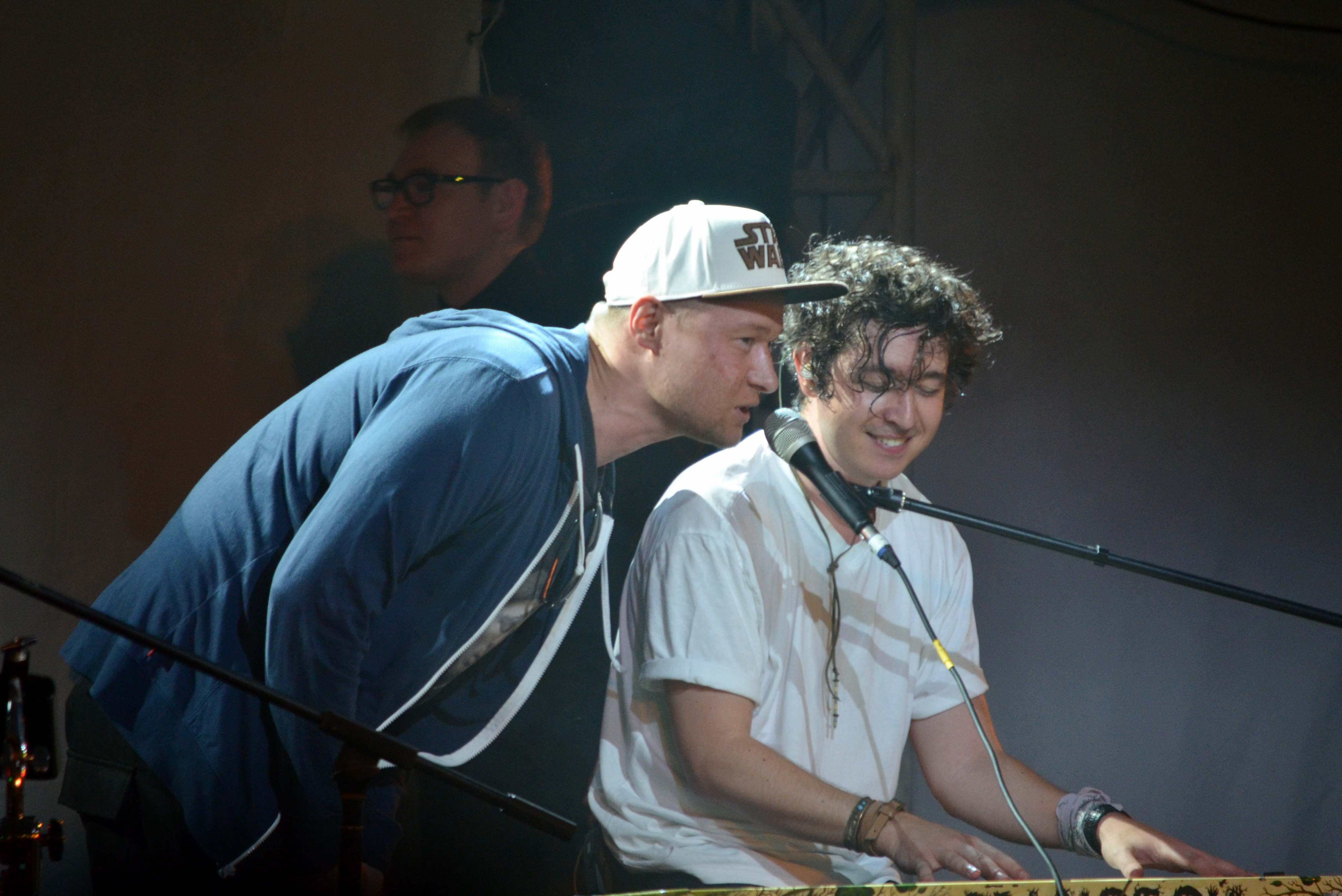
Дмитрий Шуров и Андрей Хлывнюк из «Бумбокса»

В начале 2009 года Дмитрий Шуров начал работать над оперой «Лев и Лея», часть которой прозвучала на показе фэшн-дизайнера Алёны Ахмадуллиной в Париже. В процессе работы у Шурова появилась идея создания собственной группы. В работе над проектом, получившим название «Pianoбой», ему помогала сестра Ольга Шурова, выпускница Киевского лингвистического университета.
Первое выступление Дмитрия Шурова в роли Pianoбоя состоялось в сентябре 2009-го в рамках второго Moloko Music Fest. Кроме Дмитрия и Ольги в качестве бэк-вокалистки, в нём приняли участие ещё одна бэк-вокалистка Лида Тутуола, гитарист Илья Галушко и барабанщик Андрей Надольский. После этого Pianoбой выступил на показе коллекции Лилии Литковской, открыл своим сетом неделю британского кино и сыграл концерт на праздновании дня рождения журнала Harper’s Bazaar в Киеве.
В ноябре 2009 года состоялась премьера первой песни, «Смысла.нет», на радио и телевидении, а 29 декабря 2009-го Pianoбой отыграл в Киеве свой первый полноценный сольный концерт, где был также презентован клип на эту песню. Клип был создан отцом гитариста группы, театральным художником Александром Другановым-старшим, вместе с киевским аниматором Дмитрием Лисенбартом на основе рисунков художницы Марии Другановой, дочери Александра.
В январе 2010 года Pianoбой приступил к записи дебютного альбома, а в конце февраля начал клубный тур по Украине. В первый состав группы вошли Шуровы, Тутуола, Надольский и гитарист Александр Друганов. В феврале 2011 года Pianoбой совместно с группой «Бумбокс» записал песню «Этажи». После этого группа начала сотрудничать с компанией «Музыка для Масс» и продюсером Алексеем Согомоновым, который также является продюсером «Бумбокса». В 2011-м были записаны клипы на песни «Ведьма», «Уикенд», «Утекай» и «Этажи» (последний вместе с «Бумбоксом»).
В марте 2012 года Pianoбой благодаря песне «Ведьма» победил в номинации «открытие года» премии «Чартова дюжина» российской радиостанции «Наше радио». В мае 2012-го вышел дебютный альбом группы — «Простые вещи». Альбом был выпущен лейблом Lavina Music. В августе 2012-го Pianoбой вместе с «Бумбоксом» и «ТНМК» записали кавер на песню Михея и Джуманджи «Для тебя» для концерта-трибьюта, а в январе 2013 года выпустили клип на этот кавер.
В сентябре 2013-го вышел альбом «Не прекращай мечтать». В апреле 2014-го Pianoбой записал клип на песню «Родина». В июле 2014-го запланированный в Москве концерт группы попал под запрет правительства российской столицы.

## Состав

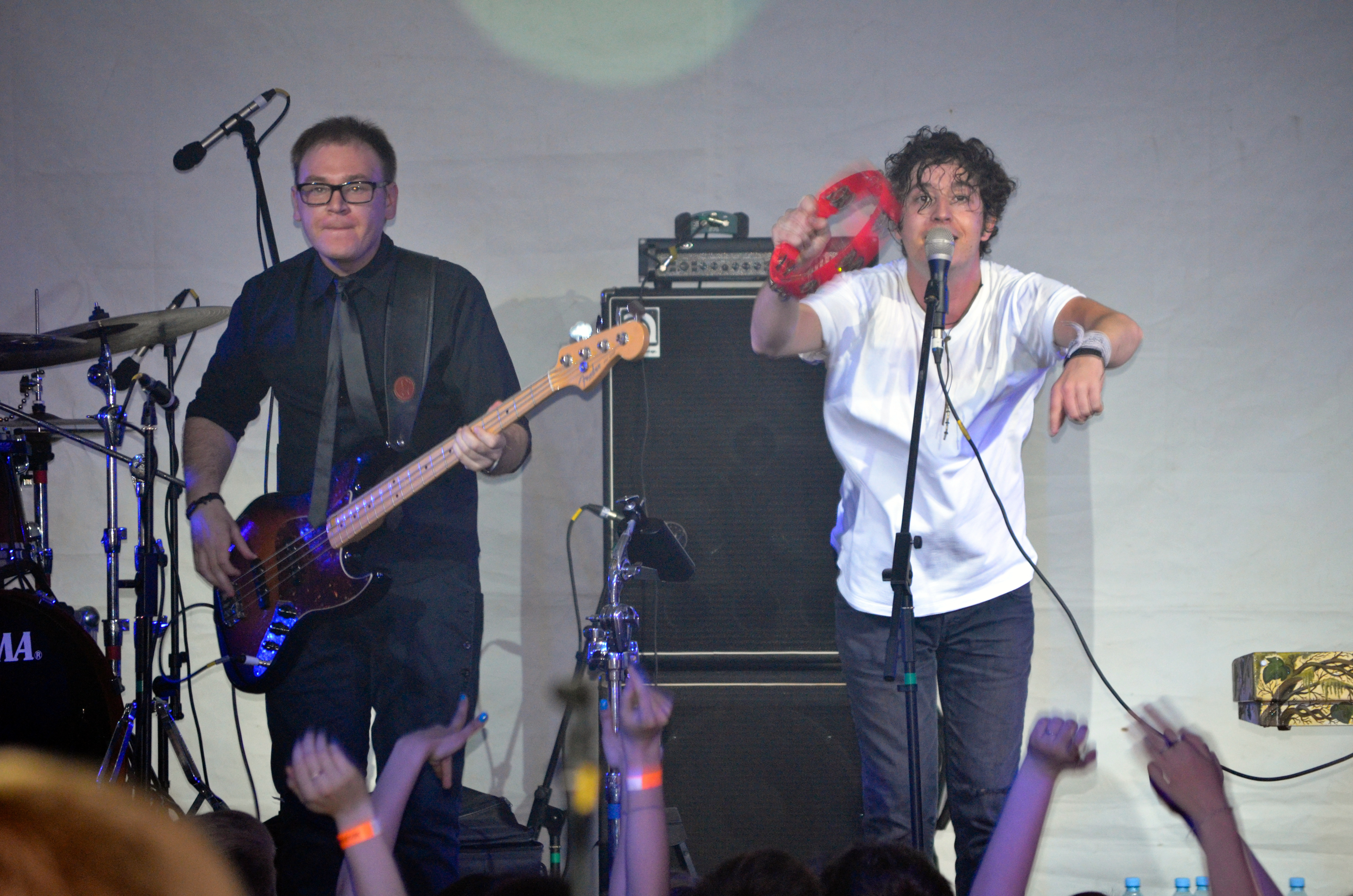
Николай Кистенёв и Дмитрий Шуров

### Нынешние участники
- Дмитрий Шуров — вокал, фортепиано
- Ольга Шурова — бэк-вокал, клавишные, гитара, перкуссия
- Николай Кистенёв — бас-гитара
- Григорий Олейник — барабаны
- Сергей Грызлов- гитара
- Матвей Миронов — скрипка
- Денис Карачевцев — виолончель
- Сергей Вилка — флейта

### Бывшие участники
- Лида Тутуола — бэк-вокал
- Александр Друганов — гитара
- Николай Хомутов — барабаны
- Максим Малышев — барабаны
- Александр Поляков — барабаны
- Андрей Надольский — барабаны
- Владимир Павловский — гитара
- Максим Цивина — директор

## Дискография
- «Простые вещи» (2012)
- «Не прекращай мечтать» (2013)
- «Take Off Архивная копия от 31 марта 2017 на Wayback Machine» (2015)

## Клипы
- Смысла.нет (2009)
- Ведьма (2011)
- Этажи (2011)
- Отличный уикенд (2011)
- Утекай (2011)
- Простые вещи (2012)
- Света (2012)
- Для тебя (2013)
- Бандерлоги (2013)
- Поезд Архивная копия от 21 августа 2019 на Wayback Machine (2013)
- Родина (2014)
- Горя Чуть Слышно Архивная копия от 20 ноября 2017 на Wayback Machine (2015)
- Кохання Архивная копия от 31 марта 2017 на Wayback Machine (2015)
- Родимки Архивная копия от 31 марта 2017 на Wayback Machine (2016)
- Шампанські очі Архивная копия от 19 ноября 2017 на Wayback Machine (2017)
- На Вершині Архивная копия от 25 марта 2019 на Wayback Machine (2017)
- Полуничне небо Архивная копия от 27 марта 2019 на Wayback Machine (2017)
- Все що тебе не вбиває(2018)
- Підручник(2018)
- Айсберги(2019)
- Цілуй feat. Shy(2019)
- Ніхто не сам feat. Open Kids(2019)
- Перша леді feat. Alina Pash(2019)
- Я можу все(2019)
- Сліди(2019)
- ДОЩ(2019)
- Пустеля(2019)
- Павутиння(2019)
- Кришталь (2019)
- Сьогодні це ми(2019)
- Якщо хочеш новий рік(2019)